# Nadejda Orenbourg
Maillots
Nadejda Orenbourg (en russe : Надежда Оренбург, aussi écrit Nadezhda Orenburg) est un club de basket-ball féminin russe, basé à Orenbourg.
Il évolue en 2010-2011 en Superligue.
Le club joue au SKK Orenburzhe, d'une capacité de 3 500 places.
En 2005, le club atteint les quarts de finale de l'Eurocoupe en 2005, 2006 et 2007 et la finale en 2009.
Très aisé, le club attire des joueuses majeures de WNBA comme Tina Charles.

## Saison 2016-2017
Les finalistes de l'Euroligue 2015-2016 bousculent leur effectif pour pallier le départ de DeWanna Bonner, Kayla McBride, Angelica Robinson et Anna Cruz et recrutent trois jeunes joueuses de WNBA : la suédoise Amanda Zahui B. ainsi que les Américaines Tiffany Mitchell et Elizabeth Williams, les deux premières découvrant l'Euroligue après avoir connu l'Eurocoupe alors que c'est la première expérience à l'étranger pour Mitchell qui sera aidée par le renfort venu de Cracovie Cristina Ouvina.

## Effectif 2014-2015
| Numéro | Nom                  | Taille (m) | Poste           | Née le             | Nationalité |
| 6      | Tatiana Burik        | 1,66       | arrière         | 8 mai 1987         | Russie      |
| 7      | Natalia Zhedik       | 1,83       | arrière-ailière | 11 juillet 1988    | Russie      |
| 8      | Elena Volkova        | 1,75       | meneuse         | 9 avril 1983       | Russie      |
| 9      | Ielena Kirillova     | 1,86       | arrière         | 27 janvier 1986    | Russie      |
| 10     | Natalia Vieru        | 1,96       | pivot           | 25 juillet 1987    | Russie      |
| 11     | Marina Kuzina        | 1,94       | ailière forte   | 19 juillet 1985    | Russie      |
| 13     | Elena Beglova        | 1,75       | meneuse         | 1er septembre 1987 | Russie      |
| 15     | Anna Cruz            | 1,76       | meneuse         | 27 octobre 1986    | Espagne     |
| 20     | Zoí Dimitrákou       | 1,87       | arrière         | 25 mai 1987        | Grèce       |
| 24     | DeWanna Bonner       | 1,93       | ailière forte   | 21 août 1987       | États-Unis  |
| 25     | Glory Johnson        | 1,91       | pivot           | 27 juillet 1990    | États-Unis  |
|        | Anna Kartianovich    |            |                 | 27 février 1993    | Russie      |
|        | Zhosselina Maiga     | 1,93       | pivot           | 30 avril 1996      | Russie      |
|        | Aleksandra Kulicheva | 1,91       | pivot           | 14 mai 1987        | Russie      |

Entraîneur :  Yórgos Dikeoulákos
Assistant :  Alexander Ermolinskiy

## Effectif 2013-2014
| Numéro | Nom                | Taille (m) | Poste           | Née le           | Nationalité       |
| 5      | Elīna Babkina      | 1,76       | arrière         | 24 avril 1989    | Lettonie          |
| 6      | Tatiana Burik      | 1,66       | arrière         | 8 mai 1987       | Russie            |
| 11     | Marina Kuzina      | 1,94       | ailière forte   | 19 juillet 1985  | Russie            |
| 12     | Alexandra Tarasova | 1,94       | pivot           | 21 février 1991  | Russie            |
| 15     | Anna Cruz          | 1,76       | meneuse         | 27 octobre 1986  | Espagne           |
| 20     | Zoí Dimitrákou     | 1,87       | arrière         | 25 mai 1987      | Grèce             |
| 23     | Kelly Miller       | 1,78       | arrière         | 6 septembre 1978 | États-Unis Russie |
| 24     | DeWanna Bonner     | 1,93       | ailière forte   | 21 août 1987     | États-Unis        |
| 25     | Glory Johnson      | 1,91       | pivot           | 27 juillet 1990  | États-Unis        |
| 33     | Natalia Anoikina   | 1,96       | pivot           | 13 février 1987  | Russie            |
|        | Anna Kartianovich  |            |                 | 27 février 1993  | Russie            |
|        | Zhosselina Maiga   | 1,93       | pivot           | 30 avril 1996    | Russie            |
|        | Olga Ovcharenko    | 1,86       | ailière         | 10 mai 1979      | Russie            |
|        | Natalia Zhedik     | 1,83       | arrière-ailière | 11 juillet 1988  | Russie            |

Entraîneur :  Yórgos Dikeoulákos
Assistants :  Aleksandr Kovalev, Alexander Ermolinskiy
Le club est battu en finale du championnat russe par UMMC Ekaterinbourg.

## Effectif 2012-2013
Nadejda Orenbourg annonce un gros recrutement pour cette année. Zane Tamane quitte Fenerbahce pour revenir dans la formation où elle jouait l'Euroligue en 2008-2009. Elle est rejointe par Dewanna Bonner, ancienne de Brno, Madrid et Salamanque, et sa compatriote Kelly Miller. La monténégrine Iva Perovanović arrive de Polkowice et l'américaine Renee Montgomery de Gyor. En revanche, le club russe enregistre les départs de Jelena Dubljević pour Prague.
Entraîneur :  Aleksandr Kovalev puis  Algirdas Paulauskas
Assistants : Alexander Ermolinskiy, Alexander Vasin
| Numéro | Nom                  | Taille (m) | Poste           | Née le             | Nationalité       |
| 6      | Anastasiya Maksimova | 1,78       | arrière         | 26 novembre 1992   | Russie            |
| 7      | Natalia Zhedik       | 1,83       | arrière-ailière | 11 juillet 1988    | Russie            |
| 8      | Yulia Poluyanova     | 1,91       | ailière forte   | 8 juillet 1992     | Russie            |
| 9      | Ielena Danilotchkina | 1,82       | arrière         | 27 janvier 1986    | Russie            |
| 10     | Iva Perovanović      | 1,88       | ailière forte   | 1er septembre 1983 | Monténégro        |
| 11     | DeWanna Bonner       | 1,93       | ailière forte   | 21 août 1987       | États-Unis        |
| 12     | Alexandra Tarasova   | 1,94       | pivot           | 21 février 1991    | Russie            |
| 13     | Liudmila Sapova      | 1,90       | intérieure      | 3 mai 1984         | Russie            |
| 14     | Zane Tamane          | 2,01       | pivot           | 24 septembre 1983  | Lettonie          |
| 15     | Katerina Keyru       | 1,82       | arrière         | 4 décembre 1988    | Russie            |
|        | Renee Montgomery     | 1,70       | meneuse         | 2 décembre 1986    | États-Unis        |
|        | Kelly Miller         | 1,78       | meneuse         | 6 septembre 1978   | États-Unis Russie |
|        | Kseniya Andreeva     | 1,86       | ailière         | 25 août 1992       | Russie            |

## Effectif 2011-2012
Entraîneur :  Aleksandr Kovalev
Assistants : Alexander Ermolinskiy, Alexander Vasin
| Numéro | Nom                    | Taille (m) | Poste           | Née le            | Nationalité  |
|        | Jelena Dubljević       | 1,88       | ailière         | 7 mai 1987        | Monténégro   |
| 4      | Ekaterina Ruzanova     | 1,78       | meneuse         | 16 août 1982      | Russie       |
| 5      | Elena Berseneva        | 1,72       | arrière         | 19 septembre 1980 | Russie       |
| 9      | Ielena Danilotchkina   | 1,82       | arrière         | 27 janvier 1986   | Russie       |
| 10     | Olga Ovcharenko        | 1,84       | intérieure      | 10 mai 1979       | Russie       |
| 11     | Oxana Zakalyuzhnaya    | 1,96       | intérieure      | 18 décembre 1977  | Russie       |
| 12     | Anastasiya Verameyenka | 1,92       | intérieure      | 10 juillet 1987   | Biélorussie  |
| 13     | Liudmila Sapova        | 1,90       | intérieure      | 3 mai 1984        | Russie       |
| 20     | Katie Douglas          | 1,83       | ailière         | 7 mai 1979        | États-Unis   |
| 21     | Anastasia Logunova     | 1,92       | intérieure      | 20 juillet 1990   | Russie       |
| 15     | Natalia Zhedik         | 1,83       | arrière-ailière | 11 juillet 1988   | Kirghizistan |
| 33     | Rebekkah Brunson       | 1,91       | intérieure      | 11 décembre 1981  | États-Unis   |
| 15     | Katsiaryna Snytsina    | 1,88       | ailière         | 2 septembre 1985  | Biélorussie  |

## Effectif 2010-2011
Entraîneur :  Vladimir Koloskov
| Numéro | Nom                    | Taille (m) | Poste      | Nationalité       |
|        | Shameka Christon       | 1,85       | ailière    | États-Unis        |
| 4      | Milana Sumets          | 1,80       | arrière    | Russie            |
| 5      | Tatiana Dmitrieva      | 1,84       | arrière    | Russie            |
| 6      | Tatiana Burik          | 1,70       | arrière    | Russie            |
| 7      | Elena Berseneva        | 1,72       | arrière    | Russie            |
| 10     | Olga Ovcharenko        | 1,84       | intérieure | Russie            |
| 11     | Oxana Zakalyuzhnaya    | 1,96       | intérieure | Russie            |
| 12     | Anastasiya Verameyenka | 1,92       | intérieure | Biélorussie       |
| 13     | Liudmila Sapova        | 1,90       | intérieure | Russie            |
| 25     | Becky Hammon           | 1,68       | arrière    | Russie États-Unis |
| 31     | Tina Charles           | 1,93       | intérieure | États-Unis        |
| 15     | Elena Baranova         | 1,92       | intérieure | Kirghizistan      |

## Joueuses marquantes
- Anastasiya Verameyenka, intérieure biélorusse
- Elena Baranova, ailière russe
- Becky Hammon, meneuse américano-russe
- Oksana Zakalyuzhnaya
- Tina Charles, intérieure américaine
- Shameka Christon

- Vladimir Koloskov, entraîneur